# Paradiesfische
Paradiesfische (Macropodus), auch Makropoden oder Großflosser, sind eine Gattung aus der Unterordnung der Labyrinthfische und mit derzeit vier bekannten Arten in Südost- und Ostasien verbreitet.

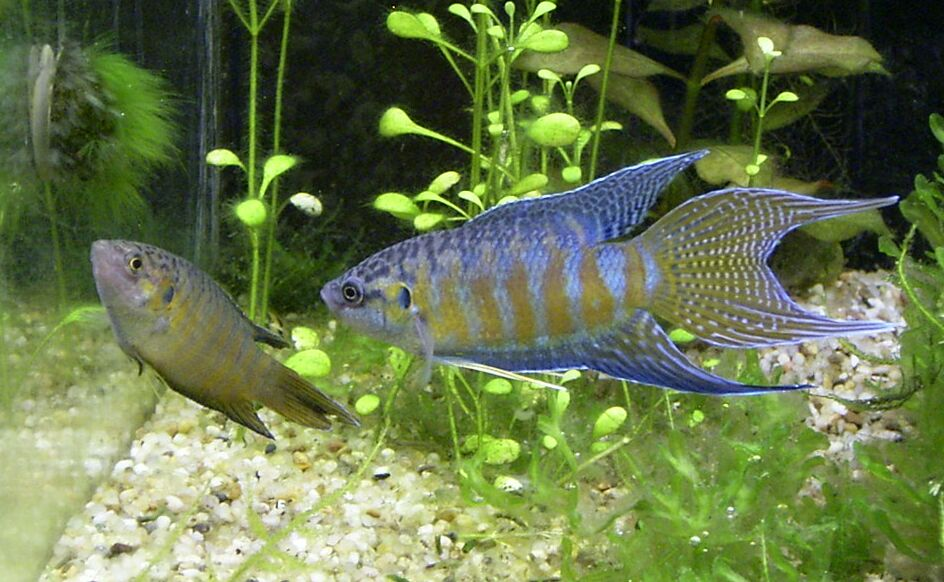
Gabelschwanzmakropoden, links das Weibchen, rechts das Männchen. Beim Männchen ist deutlich die Verzweigung der Schwanzflossenstrahlen zu erkennen

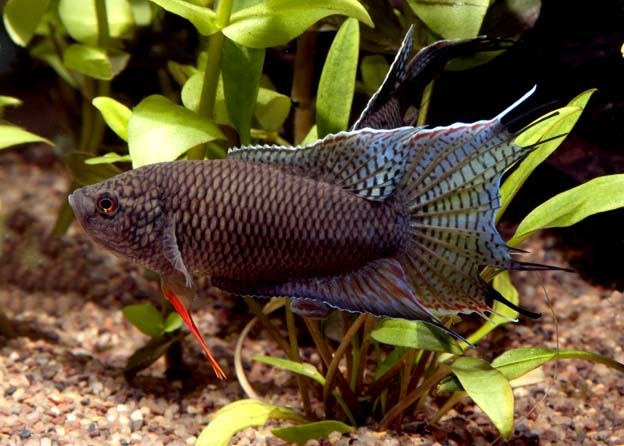
Schwarzer Makropode (Macropodus spechti), Männchen

Rundschwanzmakropode (Macropodus ocellatus), Männchen

## Merkmale
Makropoden sind Labyrinthfische, das heißt, sie besitzen eine über den Kiemenbögen liegende Atemhöhle, das sogenannte Labyrinth, deren Wände aus einem stark durchbluteten und zum Gasaustausch fähigen Gewebe bestehen. Die Luft für diese zusätzliche Atmung wird an der Wasseroberfläche mit dem Maul aufgenommen, während gleichzeitig die verbrauchte Luft über die Kiemendeckel ausgestoßen wird. Alle Makropodenarten sind so sehr an diese akzessorische Atmung angepasst, dass die Kiemenfunktion nur noch eine untergeordnete Rolle spielt. Behindert man sie am Zugang zur Atmosphäre, ertrinken sie. Die Ausbildung des Labyrinthorgans ist eine Anpassung an sauerstoffarme Verhältnisse und ermöglicht gleichzeitig die Erschließung für andere Fischarten ungeeigneter Lebensräume.
Alle Makropodenarten verfügen über sämtliche klassischen Körpermerkmale der Unterordnung Anabantoidei und stellen innerhalb der Unterfamilie Macropodusinae die ursprünglichste und am wenigsten spezialisierte Gattung dar. Außer den allen Arten eigenen, charakteristischen großflächigen unpaarigen Flossen, gibt es nur ein einziges gemeinsames äußeres Merkmal, das die monophyletische Herkunft der Makropoden kennzeichnet: der auf dem Kiemendeckel liegende Augen- oder Opercularfleck.
Der ovale, seitlich nur wenig zusammengedrückte Körper erreicht die größte Höhe vor dem Ansatz der langen und bei Männchen weit auslaufenden Rückenflosse. Auch die Afterflosse, die bereits kurz hinter den Brustflossen ansetzt, ist großflächig und zieht mit ihrer Spitze bis in das letzte Drittel der Schwanzflosse, bei männlichen Macropodus ocellatus sogar deutlich darüber hinaus. Das Seitenlinienorgan ist stark zurückgebildet oder fehlt ganz. Der Körper ist vollständig beschuppt.
Paradiesfische sind keine großen Süßwasserfische. Weibchen erreichen etwa acht Zentimeter, Männchen etwa zwölf Zentimeter Gesamtlänge.
Flossenformel: Dorsale X–XIX/5–11, Anale XV–XXII/8–15, Caudale 13–17, Pectorale 9–16.

## Verbreitung
Makropoden sind in Ostasien weit verbreitet und im nordöstlichen Südostasien mit einer Art vertreten.
- Gabelschwanzmakropode (Macropodus opercularis): Vom Dong-Nai-System in Südvietnam bis zum Jangtsekiang einschließlich der Küstenebenen und der vorgelagerten Inseln.
- Rundschwanzmakropode (Macropodus ocellatus): Im Norden etwa vom 50. Breitengrad am chinesischen Amur bis hinunter zur nicht exakt untersuchten südlichen Verbreitungsgrenze nördlich von Hongkong.
- Hongkong-Makropode (Macropodus hongkongensis): Hongkong einschließlich der New Territories und der chinesischen Provinzen Fujian und Guangdong.
- Schwarzer Makropode (Macropodus spechti): Zentral- und Südvietnam sowie Sarawak (Nordwest-Borneo).

Bei Macropodus opercularis und Macropodus ocellatus, die auf dem chinesischen Festland und in Vietnam stellenweise syntop vorkommen, spielt die allochthone Verbreitung eine große Rolle. Auf der Insel Taiwan gilt das Vorkommen von Macropodus ocellatus als nicht auf den Menschen zurückgehend. Macropodus opercularis gilt in Korea als Neozoon. Von diesen Arten sind die Ursprungsverbreitungen, insbesondere die Inselpopulationen, nicht zuverlässig rekonstruierbar. Das gilt auch für Macropodus spechti, der 1936 ohne exakte Fundortangabe aus „Niederländisch Indien“ (Sunda-Inseln) beschrieben wurde, wo er erst um 1984 erneut und seitdem nicht wieder nachgewiesen werden konnte. Dass diese Art auf Borneo natürlich vorkommt, wird überwiegend bezweifelt.

## Ökologie
Makropoden besiedeln sehr erfolgreich alle stehenden und fließenden Binnengewässer. Hierzu zählen auch von Menschen angelegte Teiche, Kanäle und Reisfelder sowie natürliche temporäre Gewässer und Schwemmebenen. In der Regel kommen dort keine submers wachsenden Wasserpflanzen vor, aber Algen, Schwimmpflanzen sowie überschwemmte beziehungsweise in das Wasser ragende Landvegetation wie zum Beispiel belaubte Äste oder Gras. Sofern es sich nicht um austrocknende Restgewässer handelt, in denen nur noch Labyrinthfische existieren können, werden stets eine große Zahl weiterer Fischarten, Krebse, Garnelen, Schnecken und andere Wirbellose in den Habitaten nachgewiesen. Selbst wenn diese anderen Fischbestände sehr dicht und Prädatoren zahlreich vorhanden sind, können sich alle Makropodenarten gut behaupten. Oft sind sie sogar die dominierende Fischart. Ihre erfolgreiche Verbreitung ist die Folge ihrer Unabhängigkeit von in Wasser gelöstem Sauerstoff, die von Versteckplätzen und Substraten gelöste Fortpflanzungsstrategie des Schaumnestbaus und der Verzicht auf ein spezielles Nahrungsspektrum. Makropoden ernähren sich von pflanzlichem Detritus, Copepoden, Kleinkrebsen, Insektenlarven, jungen Krebsen, Garnelen, Schnecken, Plattwürmern, Süßwasserpolypen, Fischbrut anderer Arten und von anfliegenden Insekten. Dank der Fähigkeit, das Maul weit vorstülpen zu können, ist es Makropoden auch möglich, relativ große Nährtiere zu fangen. Darüber hinaus beherrschen sie auch eine Beutesprungtechnik, mit der sie Fluginsekten über der Wasseroberfläche erbeuten.

Lediglich Macropodus ocellatus kann in regelmäßig unter Frost fallenden Regionen dauerhaft bestehen. Alle anderen Arten sind auf zwar wechselnde, aber wärmere Wassertemperaturen angewiesen.

## Fortpflanzung

Schaumnest des Gabelschwanzmakropoden (Macropodus opercularis) FO Taiwan

Geschlechtsreife männliche Makropoden besetzen nahe der Wasseroberfläche Reviere, innerhalb deren Grenzen sie während sich intensivierender Verteidigungsbereitschaft fortpflanzungsbereit werden. Aus an der Wasseroberfläche aufgenommener Luft, die im Maul mit Speichelsekret ummantelt und dadurch zu stabilisierten Blasen geformt wird, bauen sie an der freien Wasseroberfläche, seltener unter Wasserpflanzenblättern, ein Schaumnest. Sie verwenden dazu ausschließlich Luftblasen und keine Pflanzenteile, wie das etwa die östlichen und westlichen Fadenfische tun. Die Schaumnester können nur aus wenigen Blasen bestehen, aber auch bis zu 15 Zentimeter Durchmesser erreichen und in Fingerstärke über das Wasser hinaus ragen. Laichbereite Weibchen, die sich diesen Brutrevieren nähern, müssen zunächst die Revierverteidigung des Männchens überwinden. Dies geschieht im Rahmen ritualisierter und von latentem Aggressionsverhalten begleiteter Inferioritätsgestik, die beim Männchen ein Führungsschwimmen in Richtung des Schaumnests auslöst, worunter es dann zum eigentlichen und viele Male wiederholten Laichakt kommt. Makropoden produzieren kleine transparente Schwimmeier, die sie nach dem Laichen mit dem Maul einsammeln und direkt in das Schaumnest spucken oder einbetten. Hieran beteiligen sich überwiegend auch die Weibchen, die während der zwei- bis dreitägigen und sehr intensiven Brutpflege durch das Männchen die Verteidigung des Reviers und des Männchens übernehmen. Nach 36 bis 48 Stunden schlüpfen die Larven und streben langsam auseinander. Zunächst sammelt sie das Männchen immer wieder ein und spuckt sie in den Nestmittelpunkt. Etwa zwei Tage nach dem Schlupf verlassen die Larven den Nestbereich. Das Männchen wird wieder zunehmend aggressiv und beginnt erneut mit dem Nestbau, während das Weibchen das Brutrevier verlässt.
Bei Macropodus spechti-Männchen steigert sich die Fürsorge nach dem Schlupf, wenn die Larven mit Eigenbewegungen beginnen, mehr als bei den anderen Makropoden. Von dieser Art berichtet Stallknecht über spontane Maulbrutpflege: Ein Männchen nahm mehr als 300 Jungfische aus dem Schaumnest in sein Maul und trug sie etwa eine Stunde bei sich. Diese Beobachtung ist insofern interessant, weil sich bei den Labyrinthfischen mehrmals und jeweils unabhängig voneinander Maulbrutpflege entwickelt hat, für die diese Fischfamilie, bei der das Maul im Rahmen der Brutpflege eine wichtige Rolle spielt, über besondere genetische Anlagen verfügen muss.

## Systematik

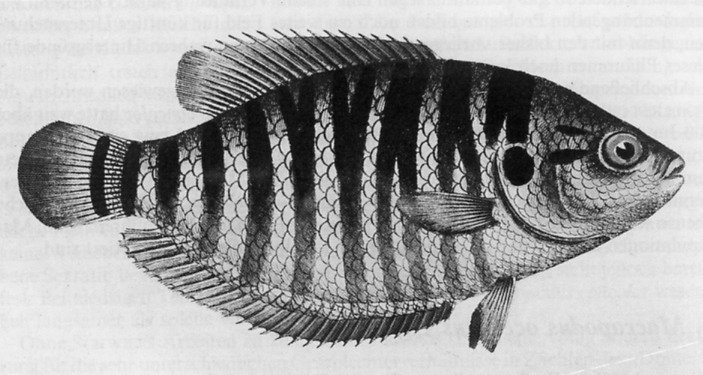
Makropode, Darstellung eines Makropoden in „Naturgeschichte der ausländischen Fische“ von Marcus Elieser Bloch, 1790 erschienen. Dieser Makropode wurde von Bloch als Chaetodon chinensis bezeichnet.

Die Systematik der Labyrinthfische Ost- und Südostasiens ist nicht annähernd befriedigend erforscht und befindet sich ständig im Umbruch. Sehr stabile, gut determinierte Arten wie die Riesenguramis (Gattung Osphronemus) oder die Küssenden Guramis (Gattung Helostoma) stehen Gattungskomplexen gegenüber, die sich in einem laufenden evolutionären Prozess befinden (Kampffische, Gattung Betta; Prachtzwergguramis, Gattung Parosphromenus) und deren Artwerdung noch nicht abgeschlossen ist. Auf die Makropoden trifft beides zu.
Macropodus opercularis, die am weitesten verbreitete Art, verfügt hinsichtlich ihrer Färbung, Körpergröße und Zeichnung über verschiedene Erscheinungsbilder, kann aber im direkten Vergleich mit ihren Schwesterarten und anhand klassischer Bestimmungsmerkmale immer eindeutig angesprochen werden. Das ist nicht immer der Fall, wenn man nur wenige Populationen dieser Art untereinander vergleicht. Auf diese Weise sind die jüngsten Synonymbeschreibungen durch Nguyen, Ngo & Nguyen entstanden, die nur drei in Vietnam gesammelte Lokalformen voneinander abgrenzten ohne einen größeren Zusammenhang herzustellen.
Ähnlich verhält es sich mit dem durch stetige Aufsammlungen wachsenden Formenkreis um Macropodus spechti (in der wissenschaftlichen und populäreren Literatur bis 2002 immer als Macropodus concolor geführt), von dem ebenfalls zwei jüngere Synonymbeschreibungen und, mit Macropodus hongkongensis, ein umstrittenes Taxon existieren.
Nach jüngeren Arbeiten von Kottelat sowie Winstanley & Clements stellt sich die Gattung so dar:
Macropodus Lacépède, 1801.
Gattungssynonym: Pedites Gistel, 1848
mit den Arten:
- Macropodus opercularis (Linnaeus, 1758)

Synonyme: Labrus opercularis Linnaeus, 1758; Chaetodon chinensis Bloch, 1790; Macropodus ctenopsoides Brind, 1915; Macropodus filamentosus Oshima, 1919; Macropodus venustus Cuvier (in Cuvier & Valenciennes), 1831; Macropodus viridiauratus Lacépède, 1801; Macropodus baviensis Nguyen & Nguyen, 2005; Macropodus lineatus Nguyen, Ngo & Nguyen, 2005; Macropodus oligolepis Nguyen, Ngo & Nguyen, 2005
- Macropodus ocellatus Cantor, 1842

Synonym:  Polyacanthus paludosus Richardson, 1846
- Macropodus spechti Schreitmüller, 1936

Synonyme: Macropodus opercularis var. spechti Schreitmüller, 1936; Macropodus opercularis concolor Ahl, 1937; Macropodus erythropterus Freyhof & Herder, 2002; Macropodus phongnhaensis Ngo, Nguyen & Nguyen, 2005
- Macropodus hongkongensis Freyhof & Herder, 2002[6]

Im Jahr 2005 beschrieben drei vietnamesische Ichthyologen vier weitere Macropodenarten (Macropodus baviensis, M. lineatus, M. oligolepis, M. phongnhaensis), die später wieder mit Macropodus opercularis synonymisiert wurden, als Nomen dubium gelten oder deren Status aus anderen Gründen unsicher ist.

## Bedeutung für den Menschen
In Südost- und Ostasien sind auch kleine Süßwasserfische wichtige Eiweißlieferanten. Macropodus opercularis zählt zu den dort für die menschliche Ernährung wichtigen Fischarten, die häufig auf Reisfelder gebracht und später abgefischt werden.
Monsieur Gerauld, Offizier auf der „L'Imperatrice“, einem Handelsschiff der französischen „Compagnie des Messageries Maritimes“, erhielt 1869 von dem französischen Konsul Simon in der ostchinesischen Hafenstadt Ningbo etwa einhundert Gabelschwanzmakropoden, von denen 22 lebend in Frankreich ankamen. Dem in Paris lebenden „Piscineur“ Pierre Carbonnier gelang die Zucht und bereits zwei Jahre später konnte er circa 600 Paare zum Verkauf anbieten. Mit diesen Macropodus opercularis nahm die tropische Aquarienliebhaberei ihren Anfang, denn es waren – mit der Ausnahme des Haustiers Goldfisch – nie zuvor exotische Süßwasserfische in europäischen Aquarien gehalten worden. 1876 führte die Berliner Tierhandlung Gebrüder Sasse die ersten Paradiesfische nach Deutschland ein und verlangte 50 Mark für ein Paar.
Gabelschwanzmakropoden, millionenfach kommerziell gezüchtet, gehören heute weltweit zum Standardangebot des Aquarienfischhandels. Es gibt verschiedene Zuchtlinien mit jeweils höheren Rot- beziehungsweise Blauanteilen an der Körperfärbung sowie eine xanthoristische Zuchtform und echte Albinos. Macropodus spechti, ebenfalls ein begehrter Aquarienfisch, wird dagegen nur saisonal und in deutlich kleineren Stückzahlen gehandelt. Nur sehr wenige Spezialisten befassen sich mit dem empfindlichen Rundschwanzmakropoden. Neben der „Massenware“ pflegt ein kleiner Kreis ambitionierter Liebhaber verschiedene Populationen aller vier Arten mit genau bekannter Herkunft, meist sind sie in der Internationalen Gemeinschaft für Labyrinthfische (IGL) organisiert.
Macropodus opercularis war und ist verschiedentlich Mittelpunkt verhaltensbiologischer Forschung.

## Gefährdung
Trotz ihrer weiten Verbreitung sind einige der Arten in ihren natürlichen Vorkommen gefährdet, so der Macropodus hongkongensis. Inwieweit Macropodus spechti auf den Sunda-Inseln überhaupt noch vorkommt, ist unsicher.